# Rendahlia jaubertensis
Rendahlia jaubertensis är en fiskart som först beskrevs av Hialmar Rendahl 1921.  Rendahlia jaubertensis ingår i släktet Rendahlia och familjen tungefiskar. Inga underarter finns listade i Catalogue of Life.